# Cai Selander
Cai Selander, född 1930 i Ängelholm, död 2010 i Malmö, var en svensk konstnär, grafiker och pedagog. Han studerade vid Otte Skölds målarskola i Stockholm 1949–1950 samt grafikstudier för konstnären Elisa Halvegård.
Cai Selander är representerad vid bland annat Statens Konstråd, Östergötlands landsting, Universitetsbiblioteket i Lund, Malmö Stadshypoteksförening, Kulturnämnden Ängelholm, Malmö Landstings Kulturnämnd och Kalmar kommun.

## Stipendier
- Elsa Kihlbergs Fond, 1992.
- Otto och Frida Jansons fond, 1992.
- Aase och Richard Björklunds stipendium, 1981, 1987.